# As Long as You Love Me (Backstreet Boys)
As Long as You Love Me è un brano dei Backstreet Boys, secondo singolo estratto dall'album Backstreet's Back il 29 settembre 1997. Scritto da Max Martin, uno dei produttori più fedeli dei BSB, è uno dei brani più famosi della band e una delle loro Signature song.
Raggiunse la posizione numero 1 in Nuova Zelanda e Filippine, la numero 2 in Austria e Australia, la numero 3 nel Regno Unito, la numero 4 in Svizzera e Svezia, la numero 5 in Norvegia e Paesi Bassi e la numero 9 in Italia.
È inoltre il loro singolo più venduto nel Regno Unito (più di 530 000 copie) e restò per 56 settimane nella classifica statunitense Billboard Hot 100, raggiungendo la posizione numero 4.
La canzone vinse il premio Select Video all'MTV Europe Music Awards 1997.

## Tracce

### UK CD1
1. "As Long As You Love Me" (Radio Version) - 3:32
2. "Quit Playing Games (With My Heart)" (E-Smoove Vocal Mix) - 6:48
3. "Everybody (Backstreet's Back)" (Funked Up Mix) - 7:13
4. "Every Time I Close My Eyes" - 3:55

### UK CD2
1. "As Long As You Love Me" (Radio Version) - 3:32
2. "As Long As You Love Me" (Unplugged Version) - 3:32
3. "As Long As You Love Me" (Instrumental Version) - 3:30

### Canada
1. "As Long As You Love Me" (LP Version)
2. "As Long As You Love Me" (Soul Solution Club Mix)
3. "As Long As You Love Me" (Plastik Vocal Edit)
4. "As Long As You Love Me" (Soul Solution Edit)

### USA
1. "As Long As You Love Me" (Radio Version)
2. "As Long As You Love Me" (Unplugged Version)
3. "As Long As You Love Me" (Matty's R&B Mix)
4. "As Long As You Love Me" (Matty's House [Dee Zee AH])
5. "As Long As You Love Me" (Soul Solution Club Mix)

## Video
Il video è stato diretto dal regista Nigel Dick e girato nel Royal Laundry Complex a Pasadena in California, il 15 giugno 1997. Esso mostra i cinque ragazzi partecipare ad un provino davanti a sei ragazze, che prendono appunti e giudicheranno le performance di gruppo e di ciascun componente in abiti diversi. La coreografia del video è un ballo eseguito facendo utilizzo di sedie richiudibili, diventata poi famosa e riproposta nelle performance live del brano. Dopo il secondo ritornello, i ruoli vengono invertiti: i BSB diventano i giudici e le ragazze sono le partecipanti all'audizione.

### Riconoscimenti
- 1997 – MTV Europe Music Awards
  - Video più richiesto durante il programma MTV Select

### Curiosità
Il cantante Brian Littrell conobbe la sua futura moglie, Leighanne Wallace, sul set del video musicale di As Long as You Love Me, dove lei interpretava il ruolo di una delle sei giudici. I due si sposarono in seguito nel 2000.

## Classifiche

### Classifiche settimanali
| Classifica (1997)                                       | Posizione più alta |
| ------------------------------------------------------- | ------------------ |
| Australia (ARIA)                                        | 2                  |
| Austria (Ö3 Austria Top 40)                             | 2                  |
| Belgio (Fiandre) (Ultratop)                             | 4                  |
| Belgio (Vallonia) (Ultratop)                            | 7                  |
| Canada (Top Singles RPM)                                | 2                  |
| Danimarca (Track Top-40)                                | 3                  |
| Europa (Eurochart Hot 100 Singles)                      | 4                  |
| Finlandia (Suomen virallinen lista)                     | 17                 |
| Francia (Syndicat national de l'édition phonographique) | 19                 |
| Germania (Media Control Charts)                         | 3                  |
| Irlanda (IRMA)                                          | 6                  |
| Islanda (Íslenski listinn)                              | 6                  |
| Italia (FIMI)                                           | 9                  |
| Norvegia (VG-lista)                                     | 5                  |
| Nuova Zelanda (RMNZ)                                    | 1                  |
| Paesi Bassi (Dutch Top 40)                              | 4                  |
| Paesi Bassi (Single Top 100)                            | 5                  |
| Regno Unito (Singles Official Charts Company)           | 3                  |
| Regno Unito (Official Independent Chart)                | 3                  |
| Romania (Romanian Top 100)                              | 1                  |
| Spagna (PROMUSICAE)                                     | 3                  |
| Stati Uniti (Adult Contemporary)                        | 3                  |
| Stati Uniti (Adult Top 40)                              | 15                 |
| Stati Uniti (Radio Songs)                               | 4                  |
| Stati Uniti (Rhythmic Songs)                            | 9                  |
| Stati Uniti (Top 40 Mainstream)                         | 3                  |
| Svezia (Sverigetopplistan)                              | 4                  |
| Svizzera (Schweizer Hitparade)                          | 4                  |

### Classifiche di fine anno
| Classifica (1997)                  | Posizione |
| ---------------------------------- | --------- |
| Australia Singles Chart            | 40        |
| Austria Singles Chart              | 35        |
| Belgio (Fiandre) Singles Chart     | 29        |
| Belgio (Vallonia) Singles Chart    | 36        |
| Canada Top Singles (RPM)           | 97        |
| Europa (Eurochart Hot 100 Singles) | 27        |
| Germania (Official German Charts)  | 34        |
| Italia Singles Chart               | 89        |
| Paesi Bassi Singles Chart          | 19        |
| Regno Unito Singles Chart          | 25        |
| Svizzera Singles Chart             | 42        |
| Classifica (1998)                  | Posizione |
| Australia Singles Chart            | 28        |
| Europa (Eurochart Hot 100 Singles) | 78        |
| Nuova Zelanda (Recorded Music NZ)  | 33        |

### Certificazioni
| Paese             | Certificazione | Numero di copie vendute |
| ----------------- | -------------- | ----------------------- |
| Australia (ARIA)  | 2x Platino     | 140.000                 |
| Regno Unito (BPI) | Platino        | 600.000                 |